# Cneu Cornélio Lêntulo (cônsul em 97 a.C.)
Cneu Cornélio Lêntulo (em latim: Cneus Cornelius Lentulus) foi um político da gente Cornélia da República Romana eleito cônsul em 97 a.C. com Públio Licínio Crasso Dives. Seu nome é conhecido apenas através dos Fastos Consulares e por uma citação posterior por Plínio, o Velho. Era filho de Cneu Cornélio Lêntulo, cônsul em 146 a.C., e provavelmente o pai adotivo de Cneu Cornélio Lêntulo Clodiano, cônsul em 72 a.C.. Sabe-se que foi pretor em 100 a.C..